# Иганя
Иганя (тат. Игәнә) — река в России, протекает в Республике Татарстан. Приток реки Мензеля. Длина реки составляет 50,7 км (по другим данным — 54 км), площадь водосборного бассейна 507 км². Река является памятником природы регионального значения.

## Описание
Протекает по равнине, лежащей на высоте 120—160 метров над уровнем моря у отрогов Бугульминско-Белебеевской возвышенности. Склоны долины пологие, преобладают степные ландшафты. Пойма двухсторонняя, заросшая травостоем и кустарниками. Русло реки извилистое, неразветвленное, имеет ширину 6-10 м.
Иганя имеет 18 притоков, 3 из которых имеют длину более 10 км. Густота речной сети в бассейне составляет 0,41 км/км². Река маловодна, имеется 6 прудов суммарным объемом 12 млн м³. Питание смешанное, преимущественно снеговое (до 73 %).
Крупнейшие притоки:
- Зяблин Яр[4] — левый приток, впадает у с. Левашово;
- Иныш — 17,8 км (левый приток), впадает около с. Тлянче-Тамак Тукаевского района[5];
- Чершилинка — 10 км, впадающая около д. Нижние Чершилы Сарманского района[5] в 33[3] км от устья Игани;
- Иганя-Суа[6] — 13,1 км (правый приток), впадает около с. Петровский Завод[5] в 42[3] км от устья Игани.

## Данные водного реестра
По данным государственного водного реестра России относится к Камскому бассейновому округу, водохозяйственный участок реки — Ик от истока и до устья, речной подбассейн реки — бассейны притоков Камы до впадения Белой. Речной бассейн реки — Кама.

## Охрана
Памятник природы регионального значения «Река Иганя» создан 10 января 1978 года. Основными объектами охраны являются речные природные комплексы, редкие и охраняемые виды водных биологических ресурсов.
Река имеет большое хозяйственное значение, используется предприятиями сельского хозяйства. Основной промышленный загрязнитель реки — Сармановский спиртзавод.
Контролирующие функции за памятником природы «Река Иганя» осуществляют Закамское и Прикамское территориальные управления Министерства экологии и природных ресурсов Республики Татарстан. В пределах бассейна реки находится государственный природный заказник регионального значения Сулюковский лес, расположенный на границе Тукаевского и Сарманского районов Республики Татарстан.